# Landwehr zwischen Wellin und Welliner Baum
Die Landwehr zwischen Wellin und Welliner Baum ist eine als Landwehr ausgeführte Wegsperre zwischen den Herscheider Ortschaft Wellin und einer nordöstlich gelegenen Wegkreuzung im Wald mit dem Flurnamen Welliner Baum bei der Erhebung Buschhagen.

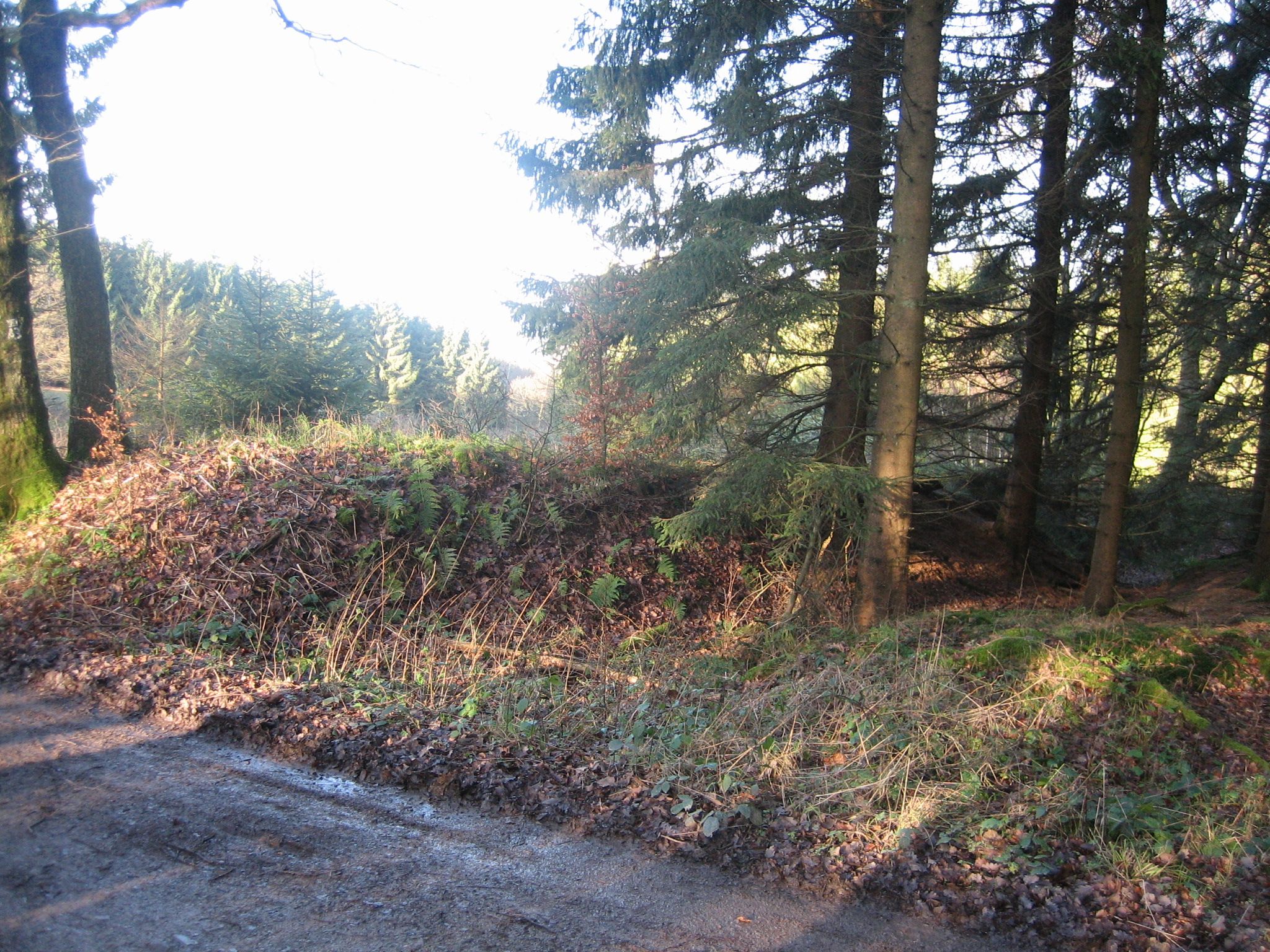
Landwehr am Welliner Höhenweg

## Lage und Beschreibung
Die Landwehr beginnt an Bach Siepen, einem Nebenfluss der Selmbecke, und zieht sich in südliche Richtung den Hang hoch zu einem Höhenweg. Nach Querung des Höhenwegs von Wellin wendet sich die Wallanlage nach Südosten und steigt zum Bach Lingenbecke hinab, einem Nebenfluss der Else. Die Gesamtlänge der Wallanlage beträgt ca. 500 Meter.
Die Landwehr sperrte eine alte Wegverbindung von Herscheid über Wellin und Grimminghausen und Selscheid zur Lenne bei Hilfringhausen an der damaligen Grenze der Bauerschaft Danklin (Danklinghausen) des Kirchspiels Herscheid. Noch heute verläuft in Höhe der Landwehr die Gemeindegrenze zwischen Herscheid und Plettenberg. Der Höhenweg war an dieser Stelle durch einen Schlagbaum gesichert, der im Flurnamen Welliner Baum noch heute etymologisch nachweisbar ist. Die Wallanlage von der Kontrollstelle hinab in die Seitentäler zu beiden Seiten verhinderte die Umgehung des Schlagbaums.
In einem Herscheider Flurbuch aus dem Jahr 1716 werden zudem die Flure Land und Hage vor dem Bohm (= Baum) und Land und Hage achter (= hinter) dem Bohm genannt, die ebenfalls die Einrichtung eines Schlagbaums an dieser Stelle belegen. Angelegt wurde die Landwehr vermutlich im 14. Jahrhundert durch Graf Engelbert III. von der Mark, der als Marschall von Westfalen ab 1358 für die Sicherheit der Straßen im Territorium zuständig war.
Die Landwehr wurde am 5. November 1985 als erstes Bodendenkmal der Gemeinde Herscheid in die Denkmalliste aufgenommen. Dort wird die Landwehr entgegen der Literatur und der für Wegsperren typischen Bauart als alte Territorialgrenze bezeichnet.